# Рівняння Якобі — Маддена
Рівняння Якобі — Маддена — це діофантове рівняння
{\displaystyle a^{4}+b^{4}+c^{4}+d^{4}=(a+b+c+d)^{4}\,}
яке 2008 року запропонували фізик Лі У. Якобі та математик Деніел Дж. Мадден. Змінні a, b, c і d можуть бути будь-якими цілими числами, додатними, від'ємними або 0. Якобі й Мадден показали, що є безліч розв'язків рівняння з усіма не рівними нулю змінними.

## Історія
З кожного розв'язку рівняння Якобі — Маддена взаємно однозначно випливає деякий розв'язок рівняння
{\displaystyle a^{4}+b^{4}+c^{4}+d^{4}=e^{4}\,},
яке вперше запропонував 1772 року Леонард Ейлер, який припустив, що чотири є найменшим числом (більшим від одиниці) четвертих степенів ненульових цілих чисел, які в сумі дають інший четвертий степінь. Ця гіпотеза, відома тепер як гіпотеза Ейлера, є природним узагальненням великої теореми Ферма; останню довів для четвертого степеня сам П'єр Ферма.
Ноам Елкіс першим знайшов нескінченну послідовність розв'язків цього рівняння Ейлера з однією змінною рівною нулю, спростувавши гіпотезу Ейлера для випадку четвертого степеня.
Однак до публікації Якобі та Маддена було невідомо, чи існує нескінченна кількість розв'язків рівняння Ейлера четвертого степеня з усіма ненульовими змінними. Було відоме лише скінченне число таких розв'язків. 1964 року Сімха Брудно отримав один із таких розв'язків із розв'язку рівняння Якобі — Маддена:
{\displaystyle 5400^{4}+1770^{4}+(-2634)^{4}+955^{4}=(5400+1770-2634+955)^{4}.\,}

## Підхід
Якобі та Мадден почали з
{\displaystyle a^{4}+b^{4}+c^{4}+d^{4}=(a+b+c+d)^{4}}
і тотожності,
{\displaystyle a^{4}+b^{4}+(a+b)^{4}=2(a^{2}+ab+b^{2})^{2}}.
Додавши {\displaystyle (a+b)^{4}+(c+d)^{4}} до обох частин рівняння,
{\displaystyle a^{4}+b^{4}+(a+b)^{4}+c^{4}+d^{4}+(c+d)^{4}=(a+b)^{4}+(c+d)^{4}+(a+b+c+d)^{4}}
можна бачити, що це окремий випадок піфагорової трійки,
{\displaystyle (a^{2}+ab+b^{2})^{2}+(c^{2}+cd+d^{2})^{2}={\big (}(a+b)^{2}+(a+b)(c+d)+(c+d)^{2}{\big )}^{2}={\tfrac {1}{4}}{\big (}(a+b)^{2}+(c+d)^{2}+(a+b+c+d)^{2}{\big )}^{2}}
Вони потім використали розв'язок Брудно й еліптичну криву для побудови нескінченної серії розв'язків як рівняння Якобі — Маддена, так і рівняння Ейлера. На відміну від методу Елкіса, в побудові використано ненульові значення змінних.
Якобі та Мадден помітили також, що інше початкове значення, таке як
{\displaystyle (-31764)^{4}+27385^{4}+48150^{4}+7590^{4}=(-31764+27385+48150+7590)^{4}\,,}
яке знайшов Ярослав Вроблевський, дає іншу нескінченну серію розв'язків.
У серпні 2015 року Сейдзі Томіта оголосив про два нові розв'язки рівняння Якобі — Маддена з невеликими значеннями:
{\displaystyle 1229559^{4}+(-1022230)^{4}+1984340^{4}+(-107110)^{4}=(1229559-1022230+1984340-107110)^{4}\,,}
{\displaystyle 561760^{4}+1493309^{4}+3597130^{4}+(-1953890)^{4}=(561760+1493309+3597130-1953890)^{4}\,.}